# Damien Pommereau
Damien Pommereau (Villepinte, Illa de França, 12 de maig de 1978) va ser un ciclista francès que va destacar en la pista, on va aconseguir una medalla als Campionat del món de Persecució per equips.

## Palmarès en pista
- 1999
  -  Campió d'Europa de Madison (amb Robert Sassone)
- 2000
  -  Campió de França en Madison (amb Robert Sassone)
  -  Campió de França en Persecució per equips (amb Robert Sassone, Philippe Gaumont i Francis Moreau)

### Resultats a laCopa del Món
- 1998
  - 1r a Cali, en Persecució per equips
- 1999
  - 1r a Ciutat de Mèxic, en Persecució per equips
- 2001
  - 1r a la Classificació general i a la prova de Ciutat de Mèxic, en Keirin